# Paweł Wójcik (piosenkarz)
Paweł Wójcik (ur. w Płocku) – polski bard, poeta, kompozytor, piosenkarz oraz nauczyciel historii.

## Historia
Debiutował w 2012 roku na festiwalu im. Jacka Kaczmarskiego w Kołobrzegu piosenką Toasty. Praktycznie od początku kariery muzycznej gra wspólnie z Tomaszem Sarniakiem, który akompaniuje mu na pianinie.
Jest zdobywcą Grand Prix im. Jonasza Kofty 31. Międzynarodowego Festiwalu Bardów OPPA 2013, Grand Prix na festiwalu piosenki kabaretowej OSPA w Ostrołęce oraz nagrody im. Wojciecha Bellona na 48. Festiwalu Piosenki Studenckiej w Krakowie.

## Dyskografia
Wspólnie z Tomaszem Sarniakiem:
- 2012 – Piosenki ze szkłem
- 2014 – Obrazki
- 2022 – (To już Panie) 10 lat!
- 2023 – Wielogłosy

## Życie prywatne
Na stałe mieszka w Płocku. Z żoną Izą mają córkę Zofię.